# Batatais (kommun)
Batatais är en kommun i Brasilien.   Den ligger i delstaten São Paulo, i den sydöstra delen av landet, 600 km söder om huvudstaden Brasília. Antalet invånare är 56 481.
Följande samhällen finns i Batatais:
- Batatais

Omgivningarna runt Batatais är en mosaik av jordbruksmark och naturlig växtlighet. Runt Batatais är det ganska tätbefolkat, med 62 invånare per kvadratkilometer.